# Romilly James Heald Jenkins
Romilly James Heald Jenkins (ur. 1907, zm. 30 września 1969) – brytyjski historyk, bizantynolog, neogrecysta.
Absolwent British School w Atenach. W czasie II wojny światowej służył w brytyjskiej służby zagranicznej. W latach 1936–1946 wykładowca
na Uniwersytecie w Cambridge. Od 1946 do 1960 wykładowca King College w Londynie. Od 1960 aż do śmierci wykładowca w Dumbarton Oaks. 

## Wybrane publikacje
- Dedalica. A study of Dorian plastic art in the seventh century B.C. Cambridge University Press, Cambridge, 1936.
- Dionysius Solomos, the First Major Modern Greek Poet. Cambridge University Press, Cambridge, 1940. Reprint: Denise Harvey & Company, Athens, 1981.
- The Byzantine Empire on the Eve of the Crusades. Published for the Historical Association by Philip, [London], 1953.
- Richard MacGillivray Dawkins, 1871–1955, in: Proceedings of the British Academy 41 (1955) pp. 373–88.
- The Dilessi Murders: Greek Brigands and English Hostages. Longmans, London, 1961. Reprint: Prion, London, 1998, ISBN 1-85375-280-0.
- The Hellenistic origins of Byzantine literature. Washington DC, 1963.
- Byzantium: The Imperial Centuries AD 610–1071. Weidenfeld and Nicholson, London, 1966. Reprint: Medieval Academy of America 1987, ISBN 0-8020-6667-4
- Constantine Porphyrogenitus: De Administrando Imperio. Ed. Gyula Moravcsik, transl. Romilly James Heald Jenkins. Budapest 1949; 2nd Ed., Washington, DC, 1968, reprinted 2008, ISBN 0-88402-343-5. Przekład chorwacki: Konstantin Porfirogenet, O upravljanju carstvom, prijevod i komentari Nikola pl. Tomašić (hrvatski), R. Romilly J. James H. Heald Jenkins, priređivač grčkog izvornika Gyula Moravcsik, Zagreb: Dom i svijet (Biblioteka Povjesnica), 2003. ISBN 953-6491-90-7.
- Studies on Byzantine history of the 9th and 10th centuries. Variorum Reprints, London, 1970, ISBN 0-902089-07-2.